# Kumiko Ikeda
Pour les articles homonymes, voir Ikeda.
Kumiko Imura (井村 久美子, Imura Kumiko), née le 10 janvier 1981, est une athlète japonaise spécialiste du saut en longueur et dans une moindre mesure du 100 mètres haies. 

## Carrière
En 2006, Kumiko Ikeda remporte le saut en longueur aux Jeux asiatiques, avec un saut à 6,81 m, devant l'Indienne Anju Bobby George (6,52 m). La même année, elle est élue Athlète japonaise de l'année, devant Koji Murofushi.
Depuis 2006, Kumiko Ikeda détient également le record du Japon au saut en longueur, avec 6,86 m.

### Palmarès
| Année | Compétition                  | Lieu     | Résultat | Épreuve     | Performance |
| ----- | ---------------------------- | -------- | -------- | ----------- | ----------- |
| 2000  | Championnats du monde junior | Santiago | 3e       | Longueur    | 6,43 m      |
| 2001  | Championnats du monde        | Edmonton | 11e      | Longueur    | 6,44 m      |
| 2001  | Universiade                  | Pékin    | 3e       | Longueur    | 6,52 m      |
| 2001  | Jeux de l'Asie de l'Est      | Osaka    | 3e       | 100 m haies | 13 s 48     |
| 2001  | Jeux de l'Asie de l'Est      | Osaka    | 2e       | Longueur    | 6,52 m      |
| 2005  | Championnats d’Asie          | Incheon  | 3e       | 100 m haies | 13 s 54     |
| 2005  | Championnats d’Asie          | Incheon  | 3e       | Longueur    | 6,52 m      |
| 2005  | Jeux de l'Asie de l'Est      | Macao    | 3e       | 100 m haies | 13 s 45     |
| 2005  | Jeux de l'Asie de l'Est      | Macao    | 1re      | Longueur    | 6,54 m      |
| 2006  | Jeux asiatiques              | Doha     | 1re      | Longueur    | 6,81 m      |

### Records
| Épreuve          | Performance | Lieu      | Date          |
| ---------------- | ----------- | --------- | ------------- |
| 100 mètres haies | 13 s 02     | Hiroshima | 29 avril 2007 |
| Saut en longueur | 6,86 m      | Osaka     | 6 mai 2006    |

| Épreuve          | Performance | Lieu     | Date            |
| ---------------- | ----------- | -------- | --------------- |
| Saut en longueur | 6,54 m      | Yokohama | 21 février 2004 |